# The Glitter Band
The Glitter Band was een Britse glamrockband, die begon als begeleidingsband van Gary Glitter tot 1974.

## Bezetting
- Gerry Shephard[2] (28 december 1951 - 6 mei 2003) (gitaar, zang)
- Ray Moxley (basgitaar)
- John Springate[3] (basgitaar, zang)
- John Rossall[4] (geb. 20 november 1950) (saxofoon, trombone, tot eind 1974)
- Brian 'Harvey Ellison[5] (saxofoon)
- Pete Phipps[6] (drums, keyboards)
- Tony Leonard[7] (drums)

## Geschiedenis
Toen Glitters eerste single Rock and Roll Parts 1 en 2 een nummer 2-hit werden in het Verenigd Koninkrijk, constateerde hij dat hij een band nodig had. Hij raadpleegde daarvoor zijn manager John Rossall, die toentertijd de muzikale leider was van de Boston Show Band. Met kleine personele wijzigingen ontstond daaruit vervolgens The Glittermen en later The Glitter Band, die Gary Glitter tijdens tv-shows en liveoptredens begeleidden, terwijl de instrumentale nummers bij Glitters studio-opnamen en hits overwegend werden opgenomen door producent en co-auteur Mike Leander. Nadat in 1972 Ray Moxley uit de band werd gezet, had de band vooreerst geen bassist meer. Hij werd snel vervangen door John Springate van The Foundations.
In 1973 adviseerde John Rossall Mike Leander om de band eigen platen te laten opnemen. Leander, die ook de producties voor The Glitter Band op zich nam, accepteerde dit, maar de eerste opnamen werden echter afgewezen. De band nam uiteindelijk Angel Face op. Voorheen hadden ze enkele liveoptredens met eigen materiaal en coverversies uit de jaren 1950 en 1960.
In maart 1974 werd Angel Face uitgebracht bij Bell Records en bereikte onverwachts een 4e plaats in het Verenigd Koninkrijk. Er volgden verdere hitsingles als Just For You en Let's Get Together Again. John Rossall, die muzikaal leider van de band was en samen met Gerry Shephard de eerste drie hits had gecomponeerd, verliet de band eind 1974. Tot 1976 bracht de band drie albums en een Greatest Hits-compilatie uit. Met People Like You and People Like Me, geschreven door Shephard/Springate, hadden ze begin 1976 hun laatste hit. Aangezien de verkoopcijfers drastisch terugliepen en glamrock werd vervangen door nieuwe muziektrends als disco en de toentertijd nieuw opkomende punkrock, nam de band afscheid van Bell Records, tekenden ze een contract bij CBS Records en verkorten ze de bandnaam tot G Band. In 1977 werd de band echter ontbonden. Tijdens de jaren 1980 kwamen de muzikanten weer voor nu en dan voorkomende optredens samen.
Gitarist Gerry Shephard overleed in mei 2003, saxofonist Harvey Ellison in februari 2017. De band treedt nog sporadisch op, met drummer Phete Phipps als enige oorspronkelijke lid. John Springate woont aan de Costa del Sol in Spanje en is muziekproducent en entertainer. Hij en Shephard waren in 2000 verantwoordelijk voor de Britse inzending voor het Eurovisie Songfestival 2000, Don't Play That Song Again van Nicki French. Tony Leonard speelt in zijn eigen band Soultime.

## Discografie

### Singles
Bell Records
- 1974: Angel Face
- 1974: Just for You
- 1974: Let's Get Together Again
- 1975: Goodbye My Love
- 1975: The Tears I Cried
- 1975: Love in the Sun
- 1975: Alone Again
- 1976: People Like You and People Like Me
- 1976: Don't Make Promises
- 1976: Makes You Blind

CBS Records
- 1977: She Was Alright

### Albums
Bell Records
- 1974: Hey
- 1975: Rock'n'Roll Dudes
- 1975: Listen to the Band
- 1976: Greatest Hits

CBS Records
- 1977: Paris Match

Repertoire
- 1998: The Best of the Glitter Band